# والي جورج
والي جورج (بالإنجليزية: Wally George)‏ هو سياسي أمريكي، ولد في 4 ديسمبر 1931 في أوكلاند في الولايات المتحدة، وتوفي في 5 أكتوبر 2003 في فوونتين فالي في الولايات المتحدة بسبب ذات الرئة. حزبياً، نشط في الحزب الجمهوري.

## وصلات خارجية
- والي جورج على موقع IMDb (الإنجليزية)
- والي جورج على موقع إن إن دي بي (الإنجليزية)
- والي جورج على موقع قاعدة بيانات الفيلم (الإنجليزية)

- الموقع الرسمي